# 杉原厚吉
杉原 厚吉（すぎはら こうきち、1948年6月29日 - ）は、日本の数理工学者。東京大学名誉教授。明治大学先端数理科学インスティテュート研究特別教授。

## 略歴・人物
1948年岐阜県高山市生まれ。高山市立西小学校、高山市立中山中学校、岐阜県立斐太高等学校を経て、1971年東京大学工学部計数工学科卒業、1973年東京大学大学院工学系研究科計数工学専門課程修士課程修了、工学部助手、7月通商産業省電子技術総合研究所研究官、1980年東京大学より工学博士の学位を取得。1981年名古屋大学工学部情報工学科助教授、1986年東京大学工学部助教授、1991年教授、2001年東京大学大学院情報理工学系研究科数理情報学専攻教授、2009年4月より明治大学研究・知財戦略機構特任教授。2019年3月同大学を定年退職し、2019年4月からは明治大学先端数理科学インスティテュート研究特別教授。
専門は数理工学、計算幾何学。普通のグラフィックスの数理の他、だまし絵や錯視といった普通でないグラフィックスの数理による研究（特に、不可能図形の一種の「不可能立体」の実体化に関するものが近年は多い）も行っており「図形計算コンサルタント」という自称もある。

## 著書
- Machine interpretation of line drawings MIT Press, 1986. -- (The MIT Press series in artificial intelligence)
- 『不可能物体の数理』森北出版 1993
- 『計算幾何工学』培風館 1994
- 『理科系のための英文作法 文章をなめらかにつなぐ四つの法則』中公新書 1994
- 『グラフィックスの数理』共立出版 1995
- 『だまし絵であそぼう』岩波書店〈科学であそぼう〉1997
- 『FORTRAN計算幾何プログラミング』岩波書店 1998
- 『トポロジー』朝倉書店 2001
- 『どう書くか 理科系のための論文作法』共立出版 2001
- 『データ構造とアルゴリズム』共立出版 2001
- 『立体イリュージョンの数理』共立出版 2006
- 『形と動きの数理 工学の道具としての幾何学』東京大学出版会 2006
- 『へんな立体 脳が鍛えられる「立体だまし絵」づくり』誠文堂新光社 2007
- 『数式を読みとくコツ 「数式は哲学だ」と割り切ってみよう』日本評論社 2008
- 『すごくへんな立体　「立体だまし絵」づくりでエッシャーの世界を体感する!』誠文堂新光社 2008
- 『だまし絵の描き方入門 エッシャーの描法で不思議な絵が誰でも描ける』誠文堂新光社 2008
- 『なわばりの数理モデル ボロノイ図からの数理工学入門』共立出版 2009
- 『タイリング描法の基本テクニック エッシャーの技法で不思議な絵を描く』誠文堂新光社 2009
- 『大学教授という仕事』水曜社 2010
- 『だまし絵のトリック 不可能立体を可能にする』化学同人 2010
- 『まさか?のへんな立体 「ありえない動き」の立体だまし絵に驚く!』誠文堂新光社 2010
- 『エッシャー・マジック だまし絵の世界を数理で読み解く』東京大学出版会 2011
- 『だまし絵の不思議な世界 誰でも描ける・へんな立体が作れる』誠文堂新光社〈子供の科学・サイエンスブックス〉2011
- 『錯視図鑑 脳がだまされる錯覚の世界』誠文堂新光社 2012
- 『だまし絵と線形代数』共立出版〈シリーズ・現象を解明する数学〉2012
- 『超ふしぎ体験!立体トリックアート工作キットブック』1-3 金の星社 2012-14
- 『計算幾何学』朝倉書店〈数理工学ライブラリー〉2013
- 『トリック迷路』永井もりいち絵　幻冬舎エデュケーション 2013
- 『スウガクって、なんの役に立ちますか? ヘタな字も方向オンチもなおる!数学は最強の問題解決ツール』誠文堂新光社 2017
- 『トリックアート図鑑 錯覚! 立体ペーパークラフト』あかね書房 2020年9月 ISBN 978-4251097736

### 共編著
- 今井敏行共著『工学のための応用代数』共立出版 1999
- 杉原正顯共編著『数理工学最新ツアーガイド 応用から生まれつつある新しい数学』日本評論社 2008
- Atsuyuki Okabe, Barry Boots, Kokichi Sugihara, Sung Nok Chiu: Spatial Tessellations: Concepts and Applications of Voronoi Diagrams, Wiley & Sons, ISBN 978-0-471-98635-5, 2000.
- Atsuyuki Okabe, Kokichi Sugihara: Spatial Analysis Along Networks: Statistical and Computational Methods, Wiley & Sons, ISBN 978-0-470-77081-8, 2012.
- 山田健司共著『夢をかなえるレッスン 新しい自分をみつける52の方法』水曜社 2011

### 翻訳
- P.H.ウィンストン編 白井良明共訳『コンピュータービジョンの心理』産業図書 1979

## 出演
- 爆笑問題のニッポンの教養（2011年5月12日、NHK）
- エージェントWEST（2016年11月26日、朝日放送）
- 又吉直樹のヘウレーカ!（2018年7月4日、NHK Eテレ）
- 木村多江の、いまさらですが…（2023年7月24日、NHK Eテレ）[5][6]
- クレイジージャーニー（2023年7月30日、TBS）